# Diplomatický materiál
Diplomatický materiál jsou všechny písemnosti, kterými se zabývá diplomatika.
K vývoji diplomatického materiálu viz česká středověká diplomatika a česká novověká diplomatika.

## Listiny
Listina je písemné svědectví o určitém právním jednání. Je vytvořena podle určitých (nicméně rozmanitých) pravidel, které jí dávají význam a určují její závaznost. Každá listina zakládá nové právo a zároveň je dokazuje. Listiny tvoří původní a nejdůležitější náplň diplomatiky a také jsou základem středověkých archivů. Mají, až na výjimky (dlužní úpisy, odpustkové listiny), neomezenou platnost (na rozdíl od mandátu). Jako záruky určitých práv byly velmi pečlivě chráněny, ale také často falšovány. Listiny mají zpravidla slavnostní vyhotovení a jsou předávány v otevřené formě, bez uzavření.
Termín „listina“ je slovem poměrně novým, byl vytvořen teprve Františkem Palackým. Ve středověku se nejčastěji používalo označení „list“ s bližším určením (např. list erbovní, list vejhostní).
K rozdělení listinného materiálu se používá různých kritérií:
- podle právní síly

1. dispozitivní (vykonávací) listina - je součástí právního konání, které vyhotovením listiny končí (rozhodnutí vstupuje v platnost)
2. vysvědčovaní (důkazná) listina - je vyhotovená až dodatečně, po skončení právního konání, které původně nebylo zlistiněno; svědčí o původním právním úkonu

- podle vydavatele - listina císařská x papežská x soukromá
- podle provenience - listina kancelářská x nekancelářská
- podle obsahu a formy vyhotovení - privilegium x patent x uzavřená listina x směna x smlouva x soudní listina

### Vnější a vnitřní znaky listiny
Vnější a vnitřní znaky je souhrn určitých forem, které musí být dodrženy při vyhotovení každé listiny.
1. Vnější znaky - jsou patrné pouze na originálu nebo kvalitní fotokopii
  - Psací látka
  - Formát
  - Linkování
  - Inkoust
  - Písmo
  - Výzdoba
  - Korektury a razury
  - Grafická znamení
  - Podpisy, poznámky a přípisy kancelářského původu
  - Pečeti
2. Vnitřní znaky - jsou zjistitelné i z opisu či edice
  - Jazyk
  - Skladba
  - Styl (diktát)

### Skladba listiny
Listina ve své plně rozvinuté formě se skládala z těchto částí:
1. Protokol
  - Invokace - vzývání Boha (In nomine Domini amen – Ve jménu Páně amen)
  - Intitulace - jméno a titul vydavatele
  - Devoční formule - podepření autority vydavatele náboženstvím („z milosti Boží“)
  - Adresa a salutace - uvedení a pozdravení příjemce
2. Text
  - Arenga - obecný důvod vydání listiny („Protože lidská paměť je slabá“)
  - Promulgace - vyjádření úmyslu uvést obsah listiny ve všeobecnou známost
  - Narace - popis okolností vedoucích k vydání listiny (uvedeni intervenienti a další osoby, které podnítily vznik listiny)
  - Dispozice - vlastní právní pořízení
  - Sankce - pozitivní (přislíbení odměny při plnění obsahu listiny) i negativní (přislíbení trestu při porušování obsahu listiny)
  - Koroborace - uvedení prostředků, jimiž je listina pověřena (např. pečeť)
3. Eschatokol
  - Subskripce, uvedení svědků, podpisy
  - Aprekace - závěrečné vzývání Boha (často zkráceno na pouhé „Amen“)
  - Datace

## Mandáty
Mandát (z latinského ex manu datum – z rukou daný) – jiným názvem taky patent – je písemnost, jíž je udělován rozkaz či nařízení podřízeným osobám či institucím. Je tedy užívaná zejména ve správních záležitostech. Časová platnost mandátu je omezená, neboť zaniká po splnění daného rozkazu. Poté je mandát jako bezcenný obvykle zlikvidován, a proto se jich dochovalo jen málo.
Mandáty nemají tak slavnostní vyhotovení jako listiny, relativně brzy (od 14. století) jsou psány na papíře a později také tištěny, aby mohly být rozeslány mnoha příjemcům současně. Pečeť je na rozdíl od listin přitištěna na přední straně pod textem či na zadní straně, ale stejně jako u listiny není uzavírací.

## Listy
List je kancelářská písemnost, která na rozdíl od listin a mandátů obsahuje pouhé sdělení a nemá právní dosah. Svou formou je list velmi jednoduchý, ale je vydáván v otevřené formě, kdy je pečeť umístě na první straně, nebo na torsu, případně v uzavřené formě, kdy pečeť slouží k uzavření písemnosti. Po skončení omezené platnosti jsou listy stejně jako mandáty ničeny, a proto existuje jen málo dochovaných originálů. Většinou se zachovaly jen v opisech (listy slavných osobností).

## Úřední akta
Úřední akta (jinak spisy, případně také nazývaná jako aktový materiál) jsou písemné záznamy vzniklé při přípravných jednáních, která vedou k vydání listiny nebo mandátu (různé žádosti, vyjádření k nim, jejich referentské zpracování, protokoly, zprávy, korespondence, koncepty, výpovědi svědků, přílohy, apod.). Dochovány jsou však ve větší míře až od 15. století, do té doby probíhá velká část jednání jen ústně, případně se používají voskové destičky. Nárůst materiálu souvisí s rozvojem písemného řízení v novověku. O významu tohoto materiálu svědčí, že někde (zejména v Německu) se zformovala vedle diplomatiky (tedy nauky o listinách) ještě zvláštní nauka o aktech (německy Aktenkunde), v Česku zůstává zkoumání aktů součástí diplomatiky.

## Úřední knihy
Úřední knihy jsou kancelářské pomůcky, které slouží k evidenci úřední agendy pro vnitřní i vnější potřebu. Jejich vznik souvisel se třemi jevy:
1. zvýšená péče o písemnosti
2. úřední knihy nahrazovaly vyhotovování jednotlivých listin
3. úřední knihy poskytovaly důvěryhodnost zápisu

### Knihy pro vnitřní potřebu
- Kopiáře jsou pomocné knihy, vedené v kanceláři příjemce. Obsahují opisy všech obdržených písemností (zpravidla v plném znění). Tyto opisy nemají právní platnost, ale v některých případech mohou být ověřeny a sloužit jako náhrada dané písemnosti. Kopiáře byly podle potřeby strukturovány různým způsobem - chronologicky, hierarchicky, dle jednotlivých statků, vydavatelů či typů práv, apod. Nejdříve se objevily v církevních kancelářích - mezi nejstarší patří kopiáře fuldského kláštera z 8. – 9. století. Naproti tomu v soukromých šlechtických kancelářích byly ještě v 16. století vzácné.

- Registra jsou pomocné knihy, vedené v kanceláři vydavatele a obsahují záznamy o vydávaných písemnostech se stručným popisem a obsahem. Podobně jako kopiáře tak uchovávají autentické znění písemností a mohou sloužit k vytváření opisů k náhradě zničeného či ztraceného originálu. Na originálních listinách je registrování vyznačeno na rubu, tzv. registraturní poznámkou. Nejstarší a nejvýznamnější jsou papežská registra, vedená sporadicky od raného středověku a soustavněji od konce 12. století. Jejich význam tkví zejména v tom, že obsahují významné informace prakticky o všech křesťanských zemích. Registra se dělí na všeobecná (se záznamy o všech písemnostech bez rozdílu) a speciální (se záznamy dělenými podle různých aspektů - například dle jazyka, obsahu, způsobu zpečetění, teritoria, apod.). Zejména v počátcích středověku se objevují i knihy na pomezí kopiáře a registra, kam se zapisovaly písemnosti přijaté i vydané.

- Formulářové sbírky jsou vzorníky často užívaných listin s vynecháním konkrétních údajů (adresa, datace, jména, apod.). Vznikaly jako soukromá kancelářská pomůcka i jako školní „učebnice“ od raného středověku v různých prostředích. Jejich rozkvět však počátkem 15. století skončil.

- Pomocné kancelářské knihy jsou podobné kopiářům a registrům, ale obsahují pouze regesta (=zkrácené zápisy) písemností. Vznikaly zpravidla až od 16. století a lze je rozdělit do tří kategorií:

1. Protokoly
  - Exhibitní (podací) - obsahují výtahy z došlých písemností
  - Expediční - obsahují výtahy z vydaných písemností
  - Manipulační (vyřizovací) - obsahují záznamy o způsobu vyřízení určité záležitosti
2. Pomocné registraturní knihy - poskytují orientaci v rámci dané spisovny
  - Indexy - obsahují záznamy o písemnostech, seřazené v abecedním pořadí, popř. dle jmenných, místních či jiných kategorií
  - Elenchy - obsahují spisovní registraturní plán
3. Tituláře - obsahují ustálené obraty pro adresy různým osobám a institucím, s nimiž byla kancelář ve styku, sestavené podle jejich společenského postavení

### Knihy veřejné (pro vnější potřebu)

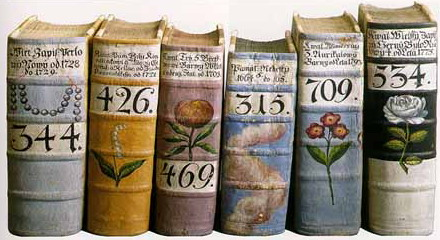
Desky zemské

Záznamy v těchto knihách mají právní platnost, podobně jako listiny.
- Knihy veřejných notářů (knihy imbreviatur) obsahují záznamy o provedených právním pořízeních, tedy o činnosti veřejného notáře. Tyto záznamy mohly mnohdy nahrazovat vydávání jednotlivých listin.
- Městské knihy jsou úřední knihy, vedené městskými orgány. Pojišťovaly městská privilegia i práva jednotlivých měšťanů.
- Pozemkové (gruntovní) knihy obsahují záznamy o držbě půdy a statků.
- Desky zemské obsahují zápisy jednání zemského soudu. Byly vedeny pro šlechtu (tj. svobodné - „zpupné“ - obyvatele) zhruba od roku 1260 do poloviny 19. století.
- Desky dvorské obsahují zápisy jednání dvorského soudu a týkaly se manů - osob, které byly v přímém lenním vztahu ke králi.
- Matriky obsahují jména osob, které splnily určité podmínky konkrétní instituce. Existují tak matriky svěcenců, univerzitní, křestní, svatební, úmrtní, vojenské, židovské, aj. V českých zemích je nejstarší známá jáchymovská matrika sňatků (od r. 1551) a narození (od 1546). Všeobecně se rozšířily po roce 1563, kdy tridentský koncil přikázal katolickým farám vést specializované matriky obyvatel. V roce 1870 byly zavedeny civilní matriky pro osoby stojící mimo katolickou církev. Od roku 1950 vede matriky pro všechny občany stát, ale paralelně se vedou i církevní matriky.

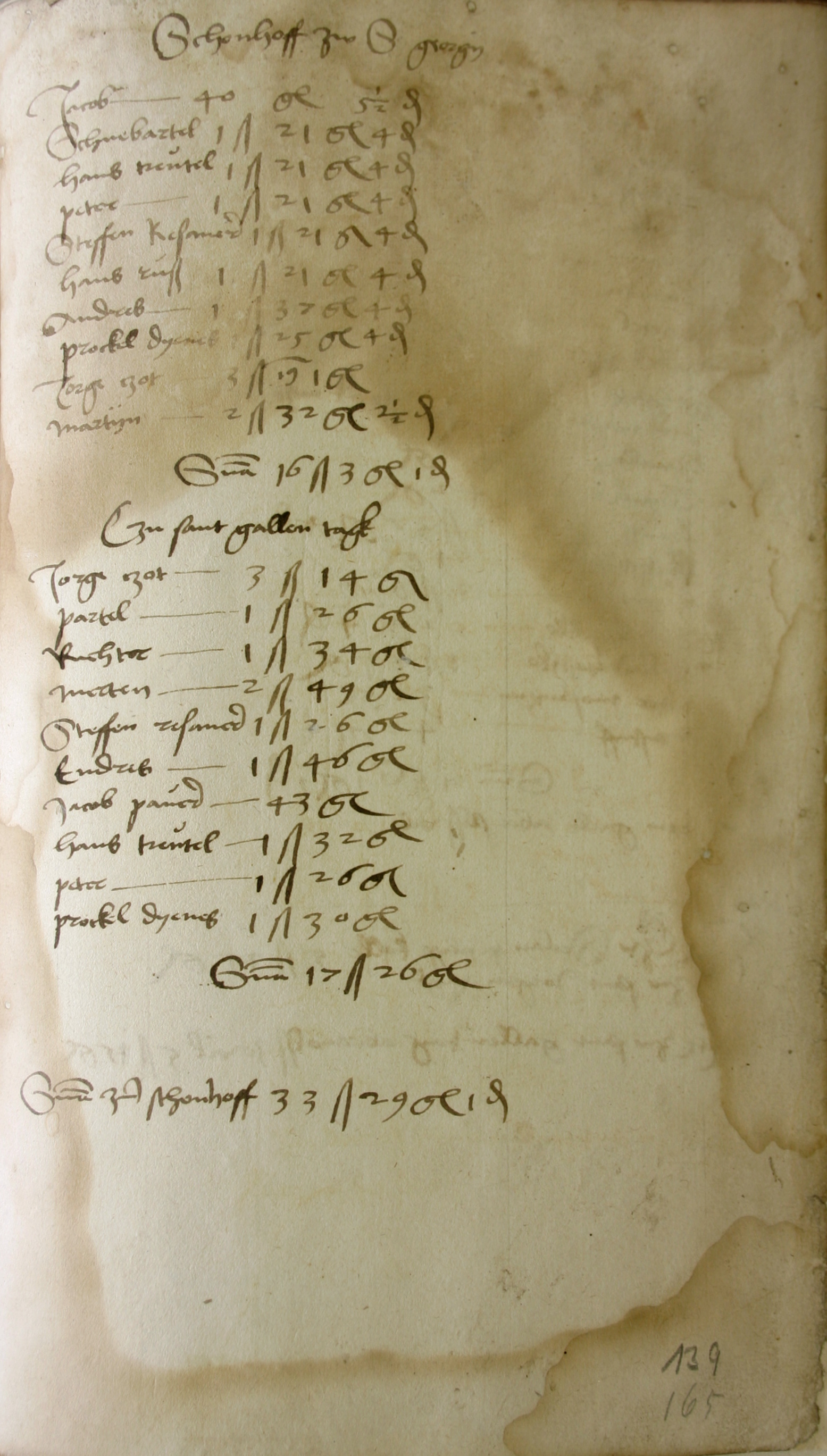
Přehled peněžních plateb sedláků ze vsi Krásný Dvoreček u Kadaně (1518)

### Knihy pro vnější i vnitřní potřebu
- Knihy vrchnostenské správy jsou soupisové knihy, které obsahují evidenci obyvatel, majetku či inventáře v určitém teritoriu. Vznikly z hospodářských důvodů spíše až v mladší době.

1. Urbáře obsahují předpisy dávek (naturálních, peněžních, robotních) vybíraných vrchností od poddaných.
  - Urbář - soupis - obsahuje jen stručný soupis jednotlivých lokalit
  - Urbář - účet - obsahuje detailnější záznamy
2. Katastry jsou soupisy půdy podrobené dani, které vznikly jako podklady pro vybírání této daně. Přeneseně může jít i o soupis osob, věcí či práv. V mladší době byly doprovázeny i grafickými (mapovými) záznamy. Významnými katastry byl zejména tereziánský (1748) a josefinský (1789).
3. Knihy berní a účetní obsahují daňové soupisy.

## Dochování diplomatického materiálu
Diplomatický materiál se uchovává v různých formách.
1. Originál (též autenticum, autographum) - původní prvotní písemnost, vzniklá s vědomím a vůlí vydavatele (jedna písemnost může mít více originálů)
2. Koncept - návrh originálu. Koncepty vznikaly i na voskových destičkách a v jiné pomíjivé (nepsané) formě, a proto jsou až do 16. st., kdy byla spisová služba plně organizována, dochovány jen vzácně. Některé písemnosti však byly psány přímo jako čistopisy a jejich koncept nikdy neexistoval.
  - Úplný koncept - má rozsah celé budoucí listiny (časté formule se vynechávají či zkracují, rozvedeny jsou jen podstatné části)
  - Konceptní záznamy - poznámky tvořené při právním konání, obsahující jen stručné věcné údaje (jména svědků a zúčastněných a podstata právního konání, apod.)
    - Dorsální koncept - napsaný na zadní straně pergamenu, následně upotřebeného k psaní čistopisu (častější typ konceptu)
    - Marginální koncept - napsaný na horní a dolní okraj pergamenu budoucí písemnosti; tyto okraje se po zhotovení čistopisu odřežou
3. Opis - doslovná kopie listiny, vytvořená pro vnitřní potřebu či k nahrazení originálu. Tzv. obkreslený opis je opis, napodobující originál do nejmenších detailů včetně jednotlivých písmen, podpisů či grafických symbolů.
  - Neověřený opis - jednoduchý opis, pořízený čistě pro interní potřebu. Nemá žádnou právní platnost a nemůže nahradit originál.
  - Ověřený opis - hodnověrný doslovný opis, který nahrazuje originál a má stejnou platnost
    - Vidimus - prosté ověření, vydávané veřejným notářem nebo tím, kdo disponuje tzv. autentickou pečetí (má oprávnění zlistiňovat cizí právní pořízení). Název je odvozen z latinského "vidimus litteras" (tj. viděli jsme písemnost). Písemnost, kterou vidimus ověřuje, je označována jako transumpt.
    - Konfirmace - ověření písemnosti, doplněné potvrzením právním nástupcem vydavatele či osobou výše postavenou než vydavatel